# Анна фон Йотинген-Валерщайн
Анна фон Йотинген-Валерщайн (на немски: Anna von Oettingen-Wallerstein; † 3 декември 1461) е графиня от Йотинген и чрез женитба графиня на Вертхайм.

## Произход
Тя е дъщеря на граф Фридрих III фон Йотинген († 1423) и втората му съпруга херцогиня Евфемия от Силезия-Мюнстерберг († 1447), дъщеря на херцог Болко III фон Мюнстерберг († 1410) и Еуфемия († 1411), дъщеря на херцог Болеслав от Битом и Кенджежин († 1354/1355).

## Фамилия
Анна фон Йотинген се омъжва на 14/20 октомври 1415 г. за граф Георг I фон Вертхайм († 1453/1454), син на граф Йохан II фон Вертхайм (* ок. 1360) и Мехтилд фон Шварцбург († 1435). Те имат осем деца:
- Еберхард II фон Вертхайм (ок. 1410 – 1447), женен на 17 октомври 1441 г. за графиня Маргарета фон Хенеберг-Рьохмилд (1427 – 1465)
- Йохан III († 20 април 1497)
- Кунигунда († 1481), омъжена сл. 1476 г. за граф Еберхард VII фон Кирхберг († 5 май 1472)
- Катарина († 3 юни 1499), омъжена за Фридрих V Шенк фон Лимпург-Шпекфелд († 1521)
- Анна († 16 или 17 юни 1497), омъжена на 7 ноември 1465 г. за граф Филип II фон Ринек „Млади“ († 1497)
- Маргарета († 18 февруари 1502)
- Мехтилд († сл. 1458
- Албрехт († 18 юни 1466)